# Japanse Industriële Standaard

Symbool van Japanse Industriële Standaard, ingevoerd in 2005

Japanse Industriële Standaard, afgekort met JIS, is de aanduiding van het Japanse normalisatieinstituut (Japanese Industrial Standards) voor de door hen vastgestelde normen. Meestal van toepassing in de bouw en metaalconstructies maar ook voor talloze andere industriële toepassingen. Het Europese equivalent van JIS is Europese Norm (EN).
In 1949 werd gestart met de JIS-normen als tegenhanger van de Amerikaanse ISO. In 1991 werden de ISO 9000-normen overgenomen door JIS. De JIS-normen zijn wel strenger en worden daardoor praktisch alleen in Japan gevolgd, in de praktijk liggen ze dichter tegen ISO 9001 dan tegen de 9000-norm.
Een voorbeeld is de tabel om de graad van waterdichtheid van elektrische toestellen te bepalen.
| JIS   | IEC   | Klasse            | Betekenis                                                                                 |
| ----- | ----- | ----------------- | ----------------------------------------------------------------------------------------- |
| JIS 0 | IP-X0 | Geen              | Geen bescherming                                                                          |
| JIS 1 | IP-X1 | Drupdicht Type I  | Geen schade indien onderhevig aan verticale druppels                                      |
| JIS 2 | IP-X2 | Drupdicht Type II | Geen schade indien druppels vallend onder een hoek van 15°                                |
| JIS 3 | IP-X3 | Spatdicht         | Geen schade indien besproeid (10 l/min) onder een hoek -60° tot 60°                       |
| JIS 4 | IP-X4 | Plensdicht        | Geen schade indien besproeid (10 l/min) onder eender welke hoek                           |
| JIS 5 | IP-X5 | Sproeidicht       | Geen schade indien bespoten (12,5 l/min) onder eender welke hoek                          |
| JIS 6 | IP-X6 | Waterbestendig    | Geen water indringing indien bespoten (100 l/min) onder eender welke hoek                 |
| JIS 7 | IP-X7 | Dompeldicht       | Geen water indringing indien ondergedompeld (30 min op 1 m)                               |
| JIS 8 | IP-X8 | Waterdicht        | Blijft bruikbaar onder water onder de opgegeven omstandigheden                            |
| JIS 9 | -     | Vochtigdicht      | Blijft bruikbaar bij een vochtigheidsgraad van meer dan 90% of besproeien onder hoge druk |

Deze tabel geeft ook de overeenkomstige benaming voor het Europees equivalent zoals vastgelegd door het IEC, de X geeft hierbij de bescherming aan tegen aanraking en binnendringende voorwerpen.